# إرهاب فكري
الإرهاب الفكري وهو نوع من أنواع الأيديولجية التي تؤمن بعدم احترام الرأي الآخر وتسلبه حقه بحرية التعبير وحرية العقيدة، وهو يحجر على العقول والحريات ويحرم عليها التعبير عن ذاتها بحجة أن هذا مخالف لثقافةٍ أو لمذهبٍ أو عقيدةٍ أو رأيٍ ما.
يحمل الإرهاب الفكري مفاهيم مثل التعصب والتطرف والتكفير. ويحمل عدم احترام التراث والتاريخ والحضارة.

## أنواع الإرهاب الفكري
يعتبر الإرهاب الفكري نوع من أنواع العمليات الإرهابية لكن الإرهاب الفكري يأتي قبل أعمال العنف وهو بدوره يظهر بألوان متعددة مثل العنصرية والتكفير.

### العنصرية
• العنصرية: حيث أن العنصرية حملت أبشع صور الإرهاب الفكري مثل منع بعض الثقافات واعتبار بعض المواطنيين الذين ينتمون إلى عرق معيين مواطنيين من الدرجة الثانية مثل ما حصل في الولايات المتحدة الأمريكية وجنوب افريقيا من عمليات فصل عنصري (أبارتايد).

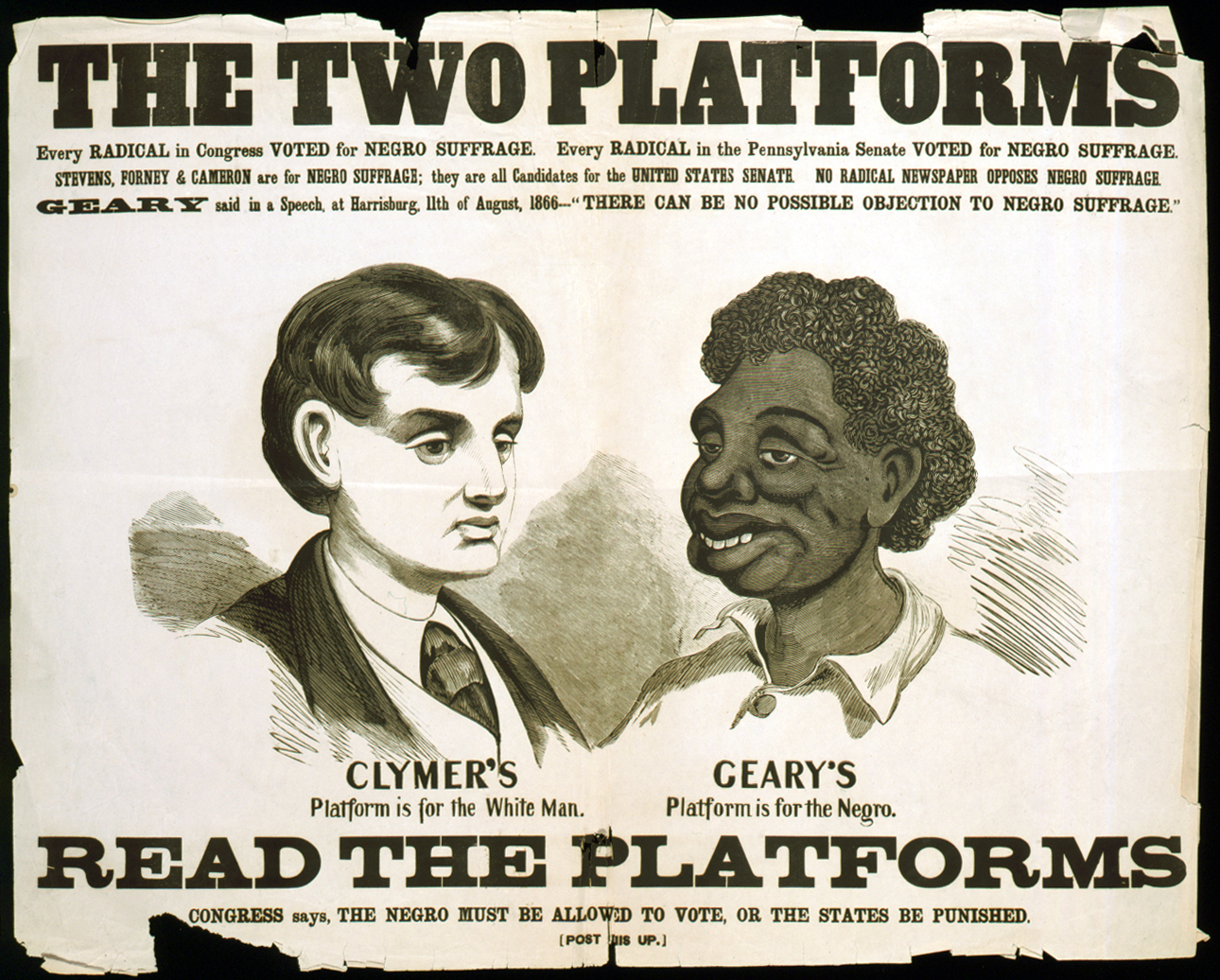
ملصق يبين التفرقة العنصرية في عام 1866 في جنوب أفريقيا

### التكفير
- التكفير: وهو الاعتقاد بأن الآخر لا يستحق رضا الله، وإن افعاله آثمة وغير مقبولة من قبل الرب، ويؤمن التكفيريون بأنهم المقبولين من قبل الله وأن الآخرين يكفرون بالله حتى وإن كانوا لا يعرفون.

تنظيم الدولة الإسلامية والمعروف بداعش يفجر جامع النبي يونس لأنه حسب رأي التنظيم يعبد من دون الله

### الطائفية
- الطائفية: وهي التعصب إلى طائفة أو مذهب على حساب مذهب آخر مع البقاء بالانتماء إلى دين ربما يشمل المذاهب الأُخرى، وقد تحرم بعض المتعصبين لمذهب أبناء مذهب آخر من ممارسة شعائرهم كنوع من أنواع الإرهاب الفكري والعقائدي.[3]

### انتهاك حقوق الإنسان
- انتهاك حقوق الإنسان: قامت منذ أقدم العصور أنواع من انتهاك لحقوق الإنسان، مثل الاتجار بالعبيد وعدم احترام أسرى الحرب واعمال السخرة التي تتحول دائماً من إرهاب فكري إلى أعمال عنف [4]

### انتهاك حقوق المرأة
- انتهاك حقوق المرأة: ويعتبر من أنواع الإرهاب الفكري الأكثر انتشاراً ومن أمثلته سلب حق المرأة بالترشح أو سلبها حقها في التصويت أصلاً أو سلب المرأة حق العمل أو التعلم.[5]

### الحكم الاستبدادي
• سياسات دكتاتورية: تقوم الحكومات الدكتاتورية بشتى أنواع الإرهاب الدولة من أجل الحفاظ على السلطة ولكن أبسط أدوات الدولة الأمنية في الحفاظ على نفوذها هو الإرهاب الفكري عن طريق القمع والاستبداد أو ترسيخ الحق الالهي في الحكم أو مطاردة المعارضة السلمية مثل دول الحزب الواحد، وسياسة تكميم الأفواه.

## روابط خارجية متعلقة
- تدوينة أنارشية نقدية ساخرة تحت عنوان: الديكتاتورية ومؤخرة الإمبراطور